# Dichiarazione e risoluzioni del Primo congresso continentale
La Dichiarazione e risoluzioni del Primo congresso continentale (note anche come Dichiarazione dei Diritti Coloniali o Dichiarazione dei Diritti) fu una dichiarazione adottata dal Primo congresso continentale il 14 ottobre 1774, in risposta ai Coercive Acts (Leggi intollerabili) approvate dal Parlamento britannico. La dichiarazione delineava le obiezioni delle colonie ai Coercive Acts, elencava una dichiarazione dei diritti delle colonie e forniva una lista dettagliata delle rimostranze. Era simile alla Declaration of Rights and Grievances approvata dal Congresso dello Stamp Act un decennio prima.
La dichiarazione concludeva definendo i piani del Congresso: avviare un boicottaggio del commercio britannico (l'Associazione Continentale) fino a quando le loro rimostranze non fossero state accolte, di pubblicare gli Address to the People of Great Britain (discorsi al popolo della Gran Bretagna) e dell'America britannica, e inviare una petizione al Re.

## Antefatti
In seguito al Boston Tea Party, il governo britannico emanò i Coercive Acts, chiamati nelle colonie Leggi intollerabili. I "Coercive Acts" comprendevano cinque leggi: il Boston Port Act, il Massachusetts Government Act, l'Administration of Justice Act, il Quartering Act e il Quebec Act. Queste leggi imponevano alle colonie, e in particolare al Massachusetts, una legislazione più severa, modificavano il sistema giudiziario, obbligavano i coloni a fornire alloggio alle truppe britanniche permanenti e ampliavano i confini del Quebec. L'applicazione di queste leggi infuriò le colonie, che le percepivano come una limitazione dei loro diritti e libertà. Indignati, i delegati delle colonie si unirono per condividere le loro rimostranze nel Primo congresso continentale, tenutosi presso la Carpenters' Hall a Filadelfia il 5 settembre 1774, per decidere se le colonie dovessero o volessero intraprendere azioni contro i Britannici. Tutte le colonie, tranne la Georgia, inviarono delegati a questo congresso. Il Primo Congresso Continentale produsse cinque risoluzioni, una delle quali fu la "Dichiarazione e Risoluzioni del Primo Congresso Continentale".

## Reazione

### In Gran Bretagna
A quel tempo, le colonie erano palesemente scontente del monarca e del Parlamento britannici. Nonostante le palpabili tensioni esistenti tra i gruppi, Re Giorgio III non vacillò né cedette alle richieste delle colonie. Intendeva mantenere l'unità politica tra le colonie e il Regno Unito, anche a scapito della felicità dei coloni. Re Giorgio III disse notoriamente al Primo Ministro Lord North:
 Questo sentimento continuò anche dopo la pubblicazione delle Dichiarazioni e Risoluzioni del Primo Congresso Continentale, poiché non avrebbe negoziato con loro.
In risposta alla Dichiarazione, Samuel Johnson pubblicò un pamphlet intitolato "Taxation no Tyranny" (La tassazione non è tirannia), mettendo in discussione il diritto dei coloni all'autogoverno alla luce della sovranità parlamentare nel Regno Unito, e chiedendo

### Nelle colonie
La "Dichiarazione e Risoluzioni del Primo Congresso Continentale" ebbe molteplici scopi. Per coloro che sostenevano il raggiungimento della piena autonomia dalla Gran Bretagna, servì a risvegliare il loro ardore comune verso l'indipendenza. Per chi era indeciso sull'appoggiare o opporsi all'indipendenza americana, questo documento, che elencava tutti i torti del Re, poteva far volgere il loro sostegno contro la corona. Inoltre, prima della pubblicazione di questo documento, l'obiettivo del Congresso Continentale era di discutere le rimostranze; tuttavia, dopo la pubblicazione, l'opinione americana si trasformò dal desiderio di rispetto e riconoscimento da parte della corona a quello di separarsi dalla madrepatria. Non tutti gli americani la pensavano così: c'erano molti lealisti che volevano rimanere parte dell'impero britannico, specialmente nel sud, ma l'opinione pubblica stava cambiando.